# Gisagara (vattendrag i Burundi, Rutana)
Gisagara är ett vattendrag i Burundi.   Det ligger i provinsen Rutana, i den centrala delen av landet, 80 kilometer sydost om huvudstaden Bujumbura.
I omgivningarna runt Gisagara växer huvudsakligen savannskog. Runt Gisagara är det ganska tätbefolkat, med 230 invånare per kvadratkilometer.